# Флор де Мария Вега Сапата
Флор де Мария Вега Сапата (род. 15 февраля 1958, Пьюра) — юристка из Перу, выступающая против незаконной добычи полезных ископаемых в своей стране. В 2019 году она была отмечена Международной женской премией за отвагу.

## Жизнь
Сапата изучала право и в 1984 году окончила факультет юриспруденции и политических наук Национального университета имени Федерико Вильярреаля.
Сапата стала национальным координатором экологической прокуратуры Перу. Она возглавляет группу прокуроров, которые создают дела для судебного преследования организаций, занимающихся преступной деятельностью по незаконной добыче полезных ископаемых и лесозаготовок.

## Активизм
Юристка стала известной, когда выступила против незаконной вырубки полезных ископаемых в своей стране. Незаконная добыча полезных ископаемых (в частности, золота) и лесозаготовки финансируются преступными организациями, подрывающими верховенство закона. В 2016 году Сапата и её прокурорская команда с помощью межведомственного агентства по охране окружающей среды возбудили 500 дел против незаконных горняков.
Первое успешное дело было возбуждено только в 2019 году. Команда также удалось конфисковать незаконные товары и забрать древесину на 1,6 миллиона долларов, что стало крупнейшей конфискацией в истории.